# Žleza mastilka
Žleza mastilka ali cerumenska žleza (lat. glandula ceruminosa) je razvejana cevastomešičkasta (tubuloalveolarna) apokrina žleza v koži sluhovoda, katere sekret je bistvena sestavina ušesega masla (cerumna). Gre za številne žleze, ki so predvsem na zadnji in zgornji steni zunanje tretjine zunanjega sluhovoda. Zgrajene so iz notranje plasti sekretornih celic in zunanje plasti mioepitelijskih celic. Izločajo sekret v obliki drobnih belih vodenih kapljic ali brezbarvnega tekočega filma, ki se počasi suši in tvori lepljivo gumijasto poltekočo temnejšo snov. V sluhovodu se sekret žlez mastilk pomeša z izločkom lojnic in mrtvimi epitelijskimi celicami in tvori ušesno maslo. Ušesno maslo pomaga ohranjati bobnič prožen ter podmazuje in čisti zunanji sluhovod. Ščiti tudi pred vdorom vode in bakterij ter predstavlja oviro za tujke (prah, glivni trosi ...), saj prekriva dlake v ušesu in omogoča lepljenje tujkov nanje.

## Bolezni
Iz žlez matilk lahko vzniknejo različne novotvorbe, in sicer benigni (nezločesti) tumorji, kot so cerumenski adenom, cerumenski pleomorfni adenom in cerumenski papilozni siringocistadenom, ali pa maligni (zločesti) tumorji, kost so cerumenski adenokarcinom, adenoidni cistični karcinom in mukoepidermoidni karcinom.